# Сумулу
Сумулу́ (фр. Soumoulou) — коммуна во Франции, находится в регионе Аквитания. Департамент — Атлантические Пиренеи. Входит в состав кантона Валле-де-л’Ус и дю Лагуэн. Округ коммуны — По.
Код INSEE коммуны — 64526.

## География

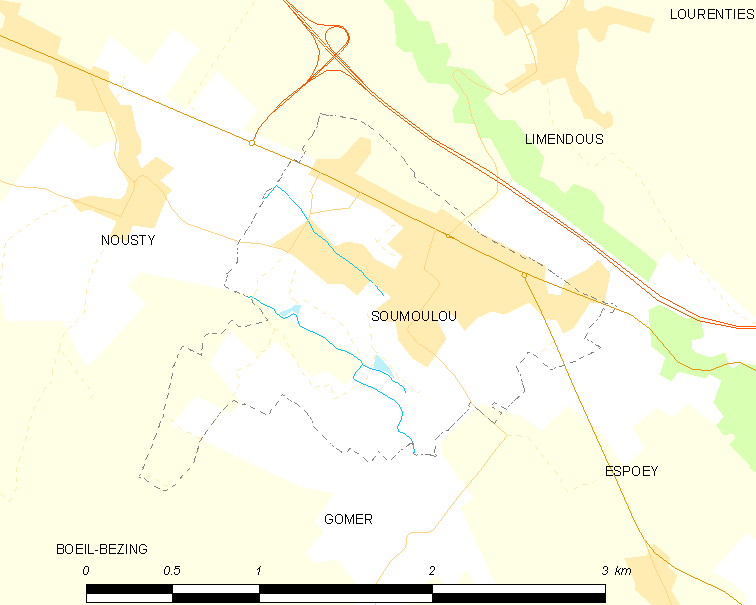
Карта коммуны

Коммуна расположена приблизительно в 660 км к югу от Парижа, в 180 км южнее Бордо, в 16 км к востоку от По.
По территории коммуны протекает река Ус.

### Климат
Климат тёплый океанический. Зима мягкая, средняя температура января — от +5°С до +13°С, температуры ниже −10 °C бывают редко. Снег выпадает около 15 дней в году с ноября по апрель. Максимальная температура летом порядка 20-30 °C, выше 35 °C бывает очень редко. Количество осадков высокое, порядка 1100 мм в год. Характерна безветренная погода, сильные ветры очень редки.

## Население
Население коммуны на 2010 год составляло 1436 человек.
| 1962 | 1968 | 1975 | 1982 | 1990 | 1999 | 2010 |
| ---- | ---- | ---- | ---- | ---- | ---- | ---- |
| 614  | 638  | 720  | 832  | 1022 | 1019 | 1436 |

## Администрация
| Период | Период | Фамилия       | Партия                       | Примечания |
| ------ | ------ | ------------- | ---------------------------- | ---------- |
| 1995   | 2007   | Жюльен Брюссе | генеральный советник кантона |            |
| 2007   | 2020   | Ален Трепё    |                              |            |

## Экономика
В 2010 году среди 909 человек трудоспособного возраста (15-64 лет) 712 были экономически активными, 197 — неактивными (показатель активности — 78,3 %, в 1999 году было 70,5 %). Из 712 активных жителей работали 652 человека (345 мужчин и 307 женщин), безработных было 60 (21 мужчина и 39 женщин). Среди 197 неактивных 51 человек были учениками или студентами, 80 — пенсионерами, 66 были неактивными по другим причинам.

## Достопримечательности
- Церковь Св. Мартина (1889 год)[4]

## Фотогалерея

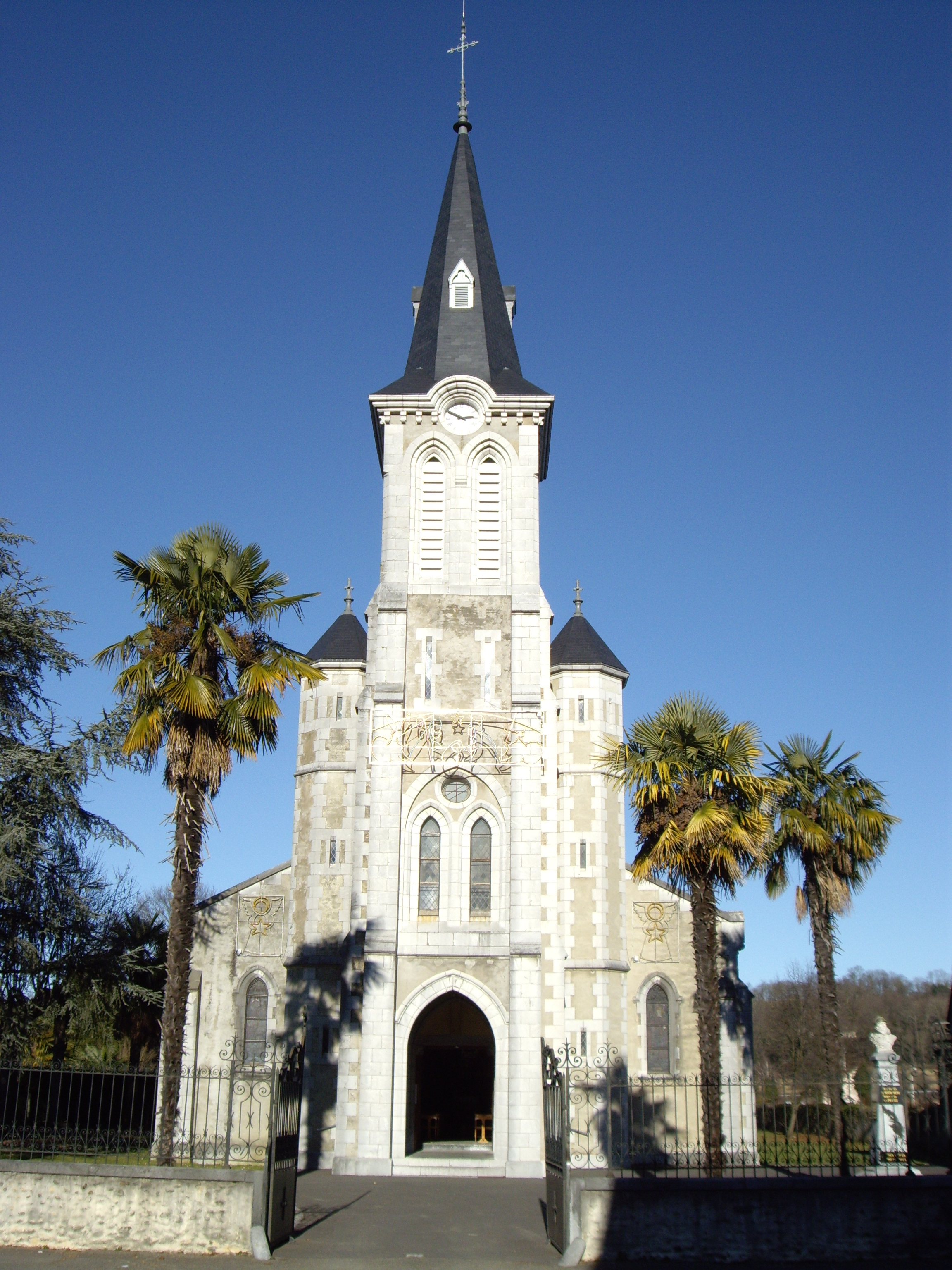
Церковь Св. Мартина
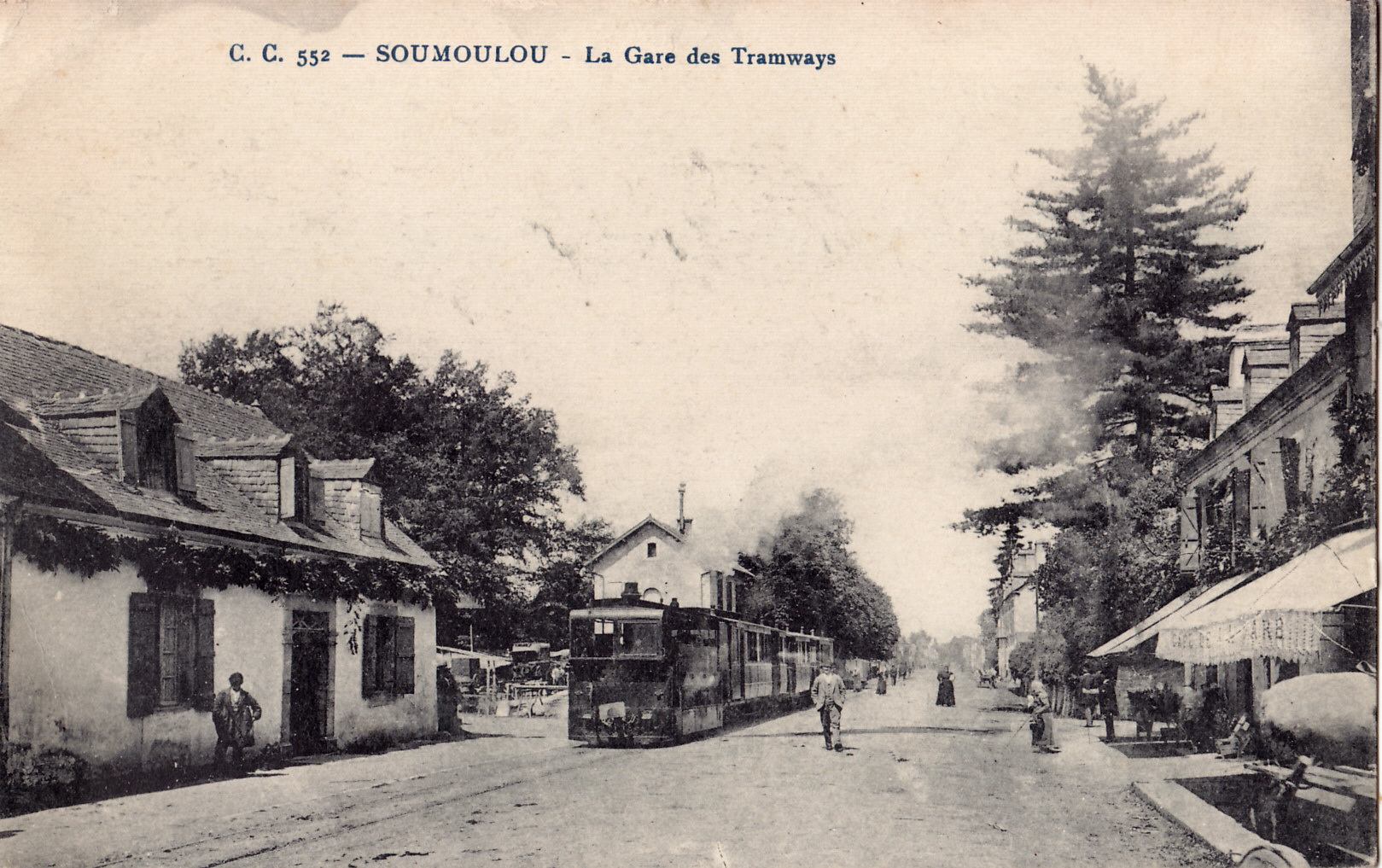
Трамвайная остановка (нач. XX века)